# Pseudachorudina brunnea
Pseudachorudina brunnea är en urinsektsart som först beskrevs av Carpenter 1925.  Pseudachorudina brunnea ingår i släktet Pseudachorudina och familjen Neanuridae. Inga underarter finns listade i Catalogue of Life.